# Міія Раннікмяе
Міія Раннікмяе (ест. Miia Rannikmäe, уроджена Таммеорг; нар. 4 жовтня 1951, Тарту) — естонський хімік, котра спеціалізується на когнітивній психології та науковій грамотності.

## Біографія
Раннікмяе закінчила Тартуський університет як хімік і вчитель хімії у 1975 році. У 1996 там же захистила магістерську роботу на тему «Феноменографічний аналіз концепту хімічної реакції у студентів». У 2001 році здобула ступінь доктора наук з природничої та суспільної освіти у цьому ж університеті. Станом на листопад 2015 року — професор наукової освіти, голова Центру наукової освіти Тартуського університету.
Її дослідження торкаються хімічної грамотності серед учнів початкової школи та наукової і технологічної грамотності учнів середньої школи. Працювала шкільним вчителем, має зв'язки з науковими вчительськими об'єднаннями в Естонії й за кордоном. У 2004 році входила до групи високого рівня Європейської комісії й зробила внесок до публікації «Європа потребує більше науковців» (Europe needs more Scientists). Як науковий керівник, спрямовує докторантів щодо наукової грамотності, проблемного навчання та природи науки.